# Indupol One

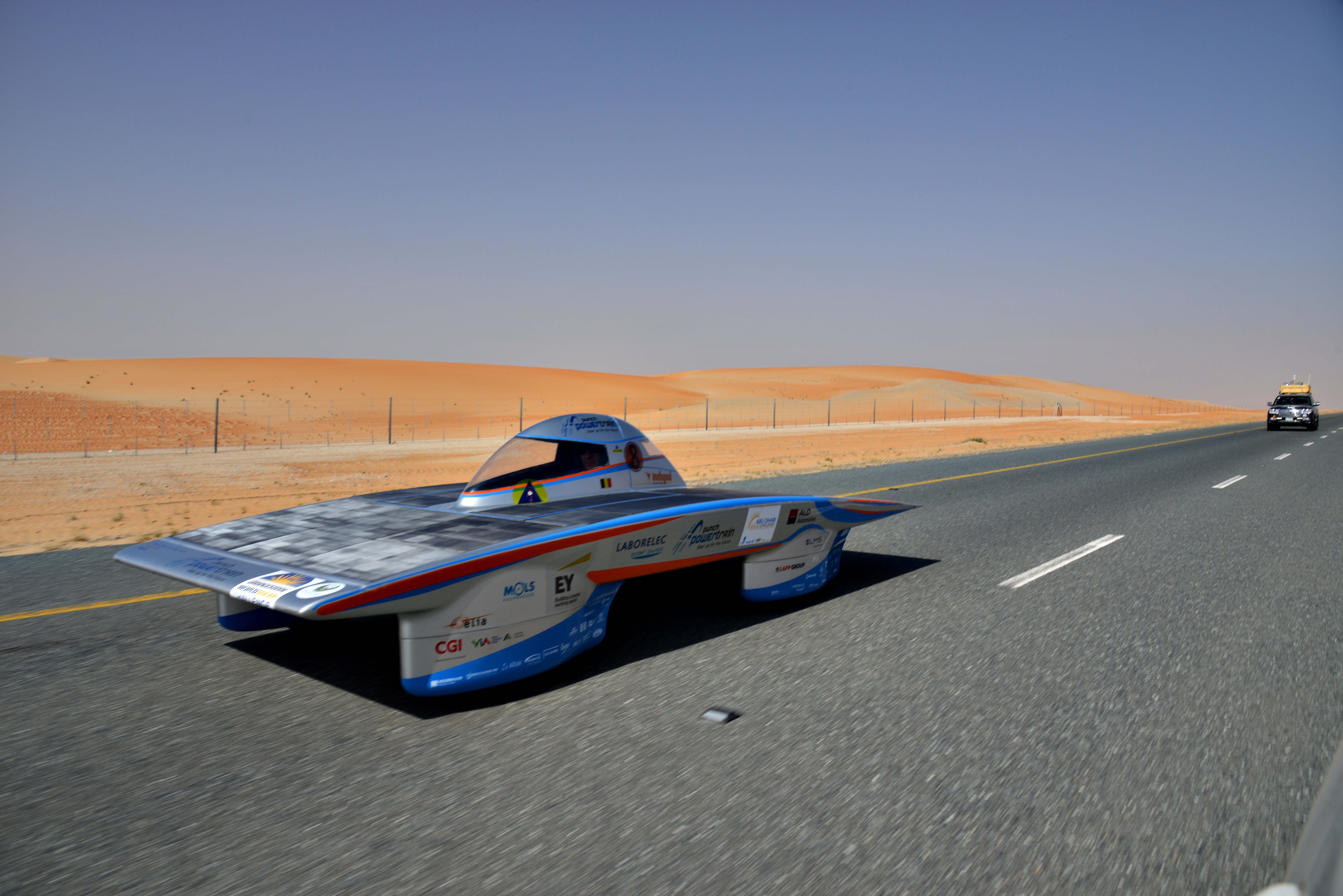
De Indupol One, vijfde zonnewagen van het Punch Powertrain Solar Team

De Indupol One is de vijfde zonnewagen van het Belgische Punch Powertrain Solar Team van de KU Leuven. De Indupol One nam in 2013 deel aan de Bridgestone World Solar Challenge 2013 en eindigde op de 6de plaats. Na problemen met het batterijpakket van de vorige wagen, de Umicar Imagine, werd er door het team beslist om volledig te focussen op betrouwbaarheid. De wagen won dan ook de Innovatieprijs voor de 3D-geprinte batterijstructuur, waardoor de batterij makkelijker kon afkoelen tijdens de race.